# سالمه ریک
سالمه ریک (انگلیسی: Salme Reek; ۱۰ نوامبر ۱۹۰۷ – ۹ ژوئن ۱۹۹۶) بازیگر تئاتر، فیلم، رادیو و تلویزیون و کارگردان تئاتر اهل استونی بود. وی در فعالیت هفتاد ساله‌اش ۶۳ سال را در تئاتر درام استونی سپری کرد.

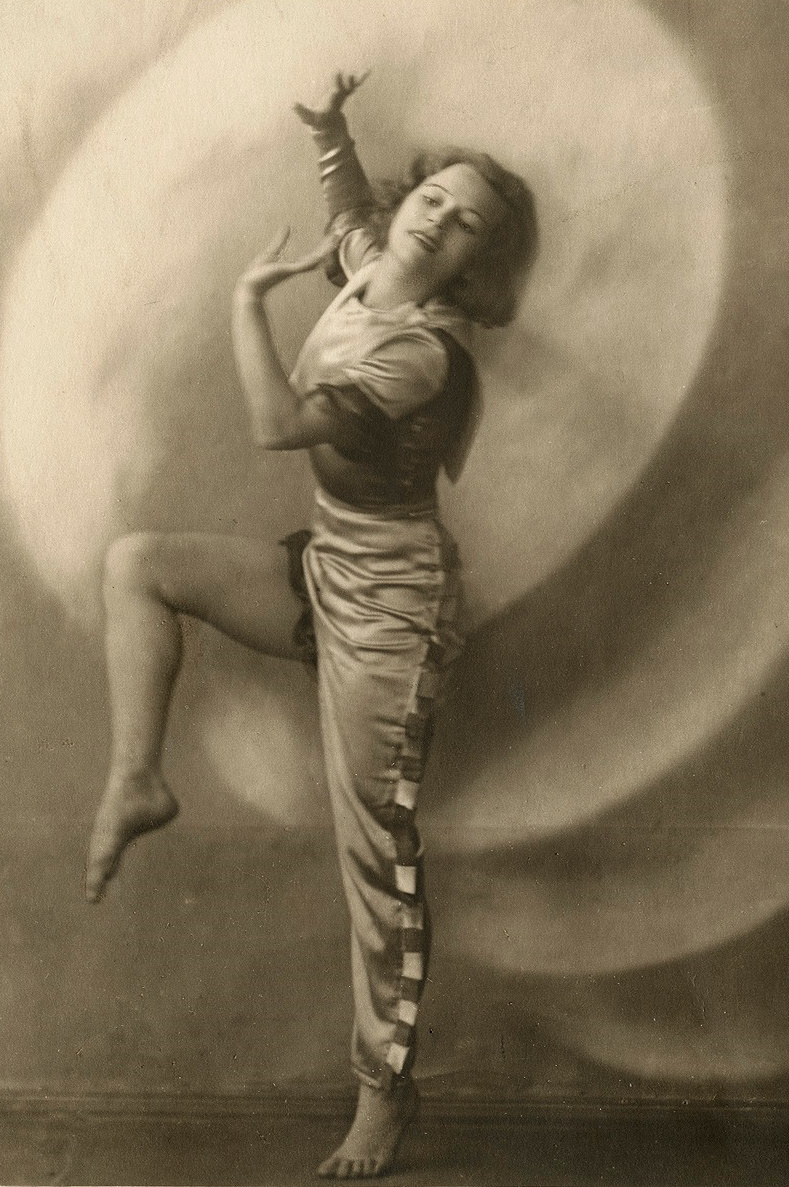
سالمه ریک - ۱۹۳۳